# 10073 Peterhiscocks
10073 Peterhiscocks este o planetă minoră (asteroid), cu un diametru de 5,031 km, din centura de asteroizi. A fost descoperită pe 3 aprilie 1989 la Observatorul La Silla de Eric Walter Elst. 
Obiectul prezintă o orbită caracterizată de o semiaxă mare de 2,3625219 UAi, o excentricitate de 0,11, o înclinație de 7,18227 ° în raport cu ecliptica.